# Aeromarine 80
Aeromarine 80 – amerykańska łódź latająca z lat 20. XX wieku, znana także jako Aeromarine 85 i Aeromarine Flying Boat. Samolot był zmodyfikowanym w Aeromarine Plane and Motor Company samolotem Curtiss HS-2L. Używany był głównie przez należącą do Aeromarine linię lotniczą Aeromarine West Indies Airways.

## Historia
Samolot pasażerski Aeromarine 80, znany także jako Aeromarine 85 i Aeromarine Flying Boat, powstał w Aeromarine Plane and Motor Company jako modyfikacja wojskowego Curtissa HS-2L. Po zakończeniu I wojny światowej na rynku pojawiły się zdemobilizowane samoloty i Aeromarine zakupiło niepotrzebne już w Armii curtissy w celu przebudowania ich na samoloty pasażerskie.
Samoloty mogły przewozić do sześciu pasażerów - w wersji 80 w zamkniętej kabinie, w wersji 85 w otwartych kokpitach. Zbudowano około siedemnastu samolotów w różnych wersjach - jeden latał w barwach Easter Airways, pozostałe były używane przez Aeromarine Airways, ich nazwy brzmiały: Pensylvania, New York, Miami, Florida, Virginia, New Jersey, Ambassador, Morro Castle, McAlpin, Vanderbilt, President Zayas, Niagara, Waldorf, Biltmore, Ritz-Carlton. Samoloty używane były głównie do lotów widokowych.